# Obsession (película de 1997)
Obsession es un largometraje franco-alemán de 1997, dirigido por Peter Sehr y protagonizado por el actor británico Daniel Craig. 

## Argumento
Con el fin de resolver un misterio familiar, John (Daniel Craig), un albañil de Zimbabue, viaja a Berlín para buscar una fotografía del año 1928, de un equilibrista sobre las cataratas del Niágara. Mientras permanece allí, él se enamora obsesivamente de Miriam, una música de rock francés perteneciente a una banda femenina. Desafortunadamente, Miriam está totalmente enamorada de su novio Pierre, un científico talentoso.

## Reparto
- Daniel Craig - John MacHale
- Marie-Christine Barrault -  Ella Beckmann
- Charles Berling - Pierre
- Heike Makatsch - Miriam Auerbach
- Seymour Cassel - Jacob Frischmuth
- Allen Garfield - Simon Frischmuth
- Daniel Gelin -  Xavier

## Premios y nominaciones
- 1997 – San Sebastián Festival de cine Internacional
- 1998 – Premios de Película alemana – Categorías: Largometraje Excepcional y Consecución Individual Excepcional – Actriz Heike Makatsch